# Еребара
Еребара, още Еребар или Еребари (на албански: Erebarë или Erebara), е село в Република Албания, община Дебър (Дибър), административна област Дебър.

## География
Селото е разположено в историкогеографската област Поле в западното подножие на планината Дешат над Ърбели и Деоляни.

## История

### В Османската империя
Според османско преброяване от 1467 година в Ринбари има 11 домакинства.
Според Васил Кънчов („Македония. Етнография и статистика“) в Еребаръ живеят 320 арнаути мохамедани.
На Етнографската карта на Битолския вилает на Картографския институт в София от 1901 година Еребаре е чисто албанско село в Дебърската каза на Дебърския санджак с 30 къщи.

### В Албания
След Балканската война в 1913 година селото попада в новосъздадена Албания.
В 1915 година, по време на Първата световна война, селото е анексирано от Царство България. Към 1 март 1916 година Еребари е част от Ърбелската община на българската Дебърска околия.
През Първата световна война австро-унгарските военни власти провеждат преброяване в 1916-1918 година в окупираните от тях части на Албания и Еребара е регистрирано като село със 166 албанци мюсюлмани. Езиковедите Клаус Щайнке и Джелал Юли смятат резултатите от преброяването за точни.
В рапорт на Сребрен Поппетров, главен инспектор-организатор на църковно-училищното дело на българите в Албания, от 1930 година Еребари е отбелязано като село с 35 къщи.
До 2015 година селото е част от община Макелари.

## Личности
Свързани с Еребара
- Али Еребара (1897 – ?), албански политик
- Гъзим Еребара (1929 – 2007), албански режисьор
- Яшар Еребара (1873 – 1953), албански политик